# Guillaume (Name)
Guillaume ist die französische Form des Namens Wilhelm. Eine andere Schreibweise ist Guilleaume.

## Bekannte Namensträger „Guillaume“

### Einzelname
- Guillaume de Beaumont († 1257), Herr von Beaumont-du-Gatinais (Dép: Seine-et-Marne) und Marschall von Frankreich
- Guillaume de Chartres (auch Wilhelm von Chartres, Guillielmus de Carnoto, Willemus de Carnoto; † 1218), ab 1210 Großmeister des Templerordens
- Guillaume de Gellone (754–804), deutsch Wilhelm von Aquitanien, Paladin Karls des Großen und Heiliger
- Guillaume de Machaut (auch Machault; zwischen 1300 und 1305–1377), französischer Komponist und Dichter
- Guillaume von Luxemburg (* 1981), Erbgroßherzog von Luxemburg
- Guillaume Crespin V. († 1313), französischer Adliger, Marschall von Frankreich

### Vorname
- Guillaume Apollinaire (1880–1918), französischer Dichter
- Guillaume Barazzone (* 1982), Schweizer Politiker
- Guillaume le Vasseur de Beauplan (≈1600–1673), französischer Militäringenieur, Architekt und Kartograf
- Guillaume Bijl (1946–2025), belgischer Konzeptkünstler
- Guillaume Canet (* 1973), französischer Schauspieler
- Guillaume de Challant (Guillaume IV. de Challant; ≈1350–1431), Bischof von Lausanne
- Guillaume Cizeron (* 1994), französischer Eiskunstläufer
- Guillaume Depardieu (1971–2008), französischer Schauspieler
- Guillaume Dode de la Brunerie (1775–1851), französischer Marschall
- Guillaume Dufay (1397?–1474), flämischer Komponist und Sänger
- Guillaume Henri Dufour (1787–1875), Schweizer Humanist, General, Politiker und Mitbegründer des Internationalen Komitees vom Roten Kreuz
- Guillaume Farel (1489–1565), Reformator in Frankreich und in der französischsprachigen Schweiz
- Guillaume Faury (* 1968), französischer Ingenieur, Vorstandsvorsitzender der Airbus SE
- Guillaume Gallienne (* 1972), französischer Schauspieler und Komiker
- Guillaume Hoarau (* 1984), französischer Fußballspieler
- Guillaume Latendresse (* 1987), kanadischer Eishockeyspieler
- Guillaume de Lornay († 1408), Bischof von Genf
- Guillaume de Malavalle (≈1100–1157), Eremit, Namensgeber der Wilhelmiten, siehe Wilhelm von Malavalle
- Guillaume de Marcossey († 1377), Bischof von Genf
- Guillaume Martin (* 1993), französischer Radrennfahrer und Autor
- Guillaume de Menthonay (Guillaume III. de Menthonay; † 1406), Bischof von Lausanne
- Guillaume Musso (* 1974), französischer Schriftsteller
- Guillaume Pousaz (* 1981/82), Schweizer Unternehmer und Gründer einer Zahlungsplattform
- Guillaume-Thomas Raynal (1713–1796), französischer Schriftsteller
- Guillaume de Tonquédec (* 1966), französischer Schauspieler

### Familienname
- Albert Guillaume (1873–1942), französischer Genremaler, Plakatkünstler, Illustrator und Karikaturist
- Alfred Guillaume (1888–1965), Islamwissenschaftler und Orientalist
- Augustin Guillaume (1895–1983), französischer Generalresident für Marokko
- Baptiste Guillaume (* 1995), belgischer Fußballspieler
- Charles Édouard Guillaume (1861–1938), Schweizer Physiker und Nobelpreisträger
- Christel Guillaume (1927–2004), Sekretärin und DDR-Spionin, Ehefrau von Günter Guillaume
- Didier Guillaume (1959–2025), französischer Politiker, Staatsminister von Monaco
- Edith Guillaume (1943–2013), dänische Opernsängerin
- Eugène Guillaume (1822–1905), französischer Bildhauer
- Ferdinand Guillaume (1887–1977), italienischer Schauspieler
- Florence Duperval Guillaume, haitianische Politikerin
- François Guillaume (* 1932), französischer Politiker (PS), Abgeordneter und Landwirtschaftsminister
- Georgia Guillaume (* 1975), österreichische Journalistin
- Geraldine Haacke-Guillaume (* 1982), deutsche Synchronsprecherin
- Gertrude Guillaume-Schack (1845–1903), deutsche Frauenrechtlerin
- Gilbert Guillaume (* 1930), französischer Jurist, Richter am Internationalen Gerichtshof
- Günter Guillaume (1927–1995), DDR-Spion, Referent im Bundeskanzleramt, SED- und SPD-Mitglied
- Gustave Guillaume (1883–1960), französischer Linguist
- Ilionis Guillaume (* 1998), französische Dreispringerin und Hürdensprinterin
- James Guillaume (1844–1916), Schweizer Anarchist
- Jean Guillaume (1918–2001), belgischer Jesuit, Romanist, Literaturwissenschaftler, Nerval-Spezialist und Autor in wallonischer Sprache
- Louis Guillaume (Statistiker) (1833–1924), Schweizer Statistiker
- Louis Guillaume (* 2007), deutscher Schauspieler
- Michel Guillaume (* 1967), deutscher Schauspieler
- Paul Guillaume (1891–1934), französischer Kunsthändler und -sammler
- Paul-Marie Guillaume (* 1929), französischer Geistlicher, emeritierter Bischof von Saint-Dié
- Pierre Guillaume (Söldner) (1925–2002), französischer Söldner
- Pierre Guillaume (Holocaustleugner) (* 1940), französischer Holocaustleugner
- Pierre Guillaume (* 1957), deutscher Journalist und Autor, siehe Pierre Boom
- Robert Guillaume (1927–2017), US-amerikanischer Schauspieler
- Robert Guillaume (Bergsteiger) (1935–1961), französischer Bergsteiger
- Romain Guillaume (* 1985), französischer Triathlet
- Serge Guillaume (1946–2016), französischer Radrennfahrer
- Stéphane Guillaume (* 1974), französischer Jazz-Saxophonist, Klarinettist und Flötist
- Sylvain Guillaume (* 1968), französischer Nordischer Kombinierer
- Sylvie Guillaume (* 1962), französische Politikerin (PS)

## Schreibweise: „Guilleaume“

### Vorname
- Pierre Guilleaume Fréderic Le Play (1806–1882), französischer Soziologe
- Peter Guilleaume Werhahn (1802–1871), deutscher Holzhändler in Neuss, siehe Peter Wilhelm Werhahn

### Familienname
- Felten & Guilleaume, Kabelfabrik in Köln
  - Carlswerk, eine Produktionsstätte
- Guilleaume, eine Kölner Unternehmerfamilie
  - Arnold von Guilleaume (1868–1939), Drahtseilfabrikant, Sohn von Franz Carl Guilleaume
  - Emil Guilleaume (1846–1913), Drahtseilfabrikant
  - Franz Carl Guilleaume der Ältere (1789–1837), Fabrikant, Gründer der Firma Felten & Guilleaume, siehe Karl Guilleaume
  - Franz Carl Guilleaume (1834–1887), deutscher Unternehmer
  - Max von Guilleaume (1866–1932), Unternehmer, Sohn von Franz Carl Guilleaume, zeitweiliger Eigentümer von Schloss Calmuth, siehe Internationale Film-Union
  - Otto von Guilleaume, zeitweiliger Eigentümer von Schloss Marienfels
  - Theodor Guilleaume (1812–1879), Hanf- und Drahtseilfabrikant, Vater von Franz Carl Guilleaume
  - Theodor Freiherr von Guilleaume (1861–1933), Drahtseilfabrikant, Sohn von Franz Carl Guilleaume
- Herwarth von Guilleaume, Verleger
- Margot Guilleaume (1910–2004), deutsche Sopranistin
- Paul von Guilleaume (1893–1970), deutscher Automobilrennfahrer

## Fiktive Personen
- Guillaume, Romanfigur in dem Roman Die Elfen von Bernhard Hennen und James Sullivan